# Liste der Regimenter des kurrheinischen Reichskreises
Der kurrheinische Reichskreis umfasste seit 1512 die vier rheinischen Kurfürstentümer Kurtrier, Kurpfalz, Kurmainz und Kurköln. Kleinere Mitglieder waren die Territorien der Deutschordenskommende Koblenz, das Herzogtum Arenberg, die Burggrafschaft Rheineck, die Grafschaft Niederisenburg und die Herrschaft Beilstein.
Der kurrheinische Reichskreis hatte im Kriegsfall ein Truppenkontingent zur Reichsarmee zu stellen.

## Regimenter
Im Siebenjährigen Krieg 1757 bis 1763 waren die kurrheinische Truppen als Kreistruppen an der „Kaiserlichen Reichsexekutionsarmee“ nicht beteiligt. Allerdings werden die Truppen der vier kurrheinischen Territorien gesondert genannt.

### Infanterieregimenter
- Infanterie-Regiment Kurpfalz
- Infanterie-Regiment Kurmainz
- Leib-Regiment Kurköln
- Infanterie-Regiment Kurköln
- Infanterie-Regiment Kurtrier

### Kavallerieregimenter
- Kürassier-Regiment Kurpfalz

Die 2. und 3. Eskadron des Reiter-Regiments Zweibrücken und die Oberrheinische Kreis-Eskadron wurden im Siebenjährigen Krieg zum Kürassier-Regiment Kurpfalz zusammengefasst.